# Nông trường Việt Lâm (thị trấn)
Nông trường Việt Lâm là một thị trấn nông trường thuộc huyện Vị Xuyên, tỉnh Hà Giang, Việt Nam.

## Địa lý
Thị trấn Nông trường Việt Lâm có vị trí địa lý:
- Phía đông giáp xã Ngọc Linh và xã Trung Thành
- Phía tây giáp xã Việt Lâm
- Phía nam giáp xã Trung Thành
- Phía bắc giáp xã Việt Lâm và thị trấn Vị Xuyên.

Thị trấn Nông trường Việt Lâm có diện tích 19,01 km², dân số năm 2019 là 5.544 người, mật độ dân số đạt 292 người/km².
Thị trấn có sông Lô chảy qua địa phận và là nơi suối Trung Thành và khuổi Xá hợp lưu vào sông Lô. Quốc lộ 2 đi qua thị trấn. Nền kinh tế thị trấn gắn liền với cây chè.

## Hành chính
Thị trấn Nông trường Việt Lâm được chia thành 12 tổ dân phố và 2 thôn: Mý, Suối Đồng.

## Lịch sử
Ngày 28 tháng 1 năm 1967, Bộ Nội vụ ban hành Quyết định 25-NV về việc thành lập thị trấn nông trường Việt Lâm trực thuộc huyện Bắc Quang.
Ngày 18 tháng 11 năm 1983, Hội đồng Bộ trưởng ban hành Quyết định số 136-HĐBT về việc điều chỉnh thị trấn Nông trường Việt Lâm thuộc huyện Bắc Quang về huyện Vị Xuyên quản lý.
Ngày 29 tháng 8 năm 1994, Chính phủ ban hành Nghị định số 112/1994/NĐ-CP về việc thành lập xã Ngọc Linh trên cơ sở điều chỉnh một phần diện tích và dân số của thị trấn Nông trường Việt Lâm.
Ngày 30 tháng 12 năm 2022, UBND Hà Giang ban hành Quyết định số 2466/QĐ-UBND về việc công nhận thị trấn Nông trường Việt Lâm là đô thị loại V.